# Côte des Havres
 (novembre 2019).
Si vous disposez d'ouvrages ou d'articles de référence ou si vous connaissez des sites web de qualité traitant du thème abordé ici, merci de compléter l'article en donnant les références utiles à sa vérifiabilité et en les liant à la section « Notes et références ».
Pour les articles homonymes, voir Havre.

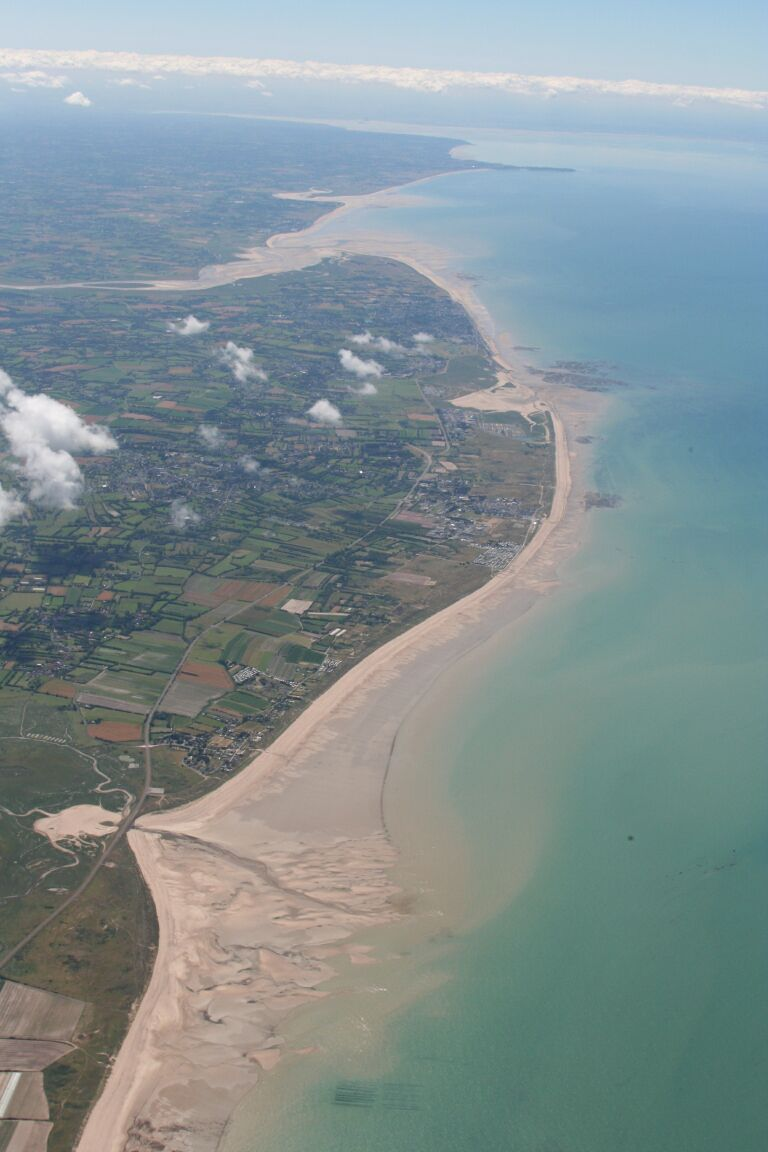
Vue de la Côte des Havres à partir du havre de Geffosses (au nord au premier plan), puis (du nord au sud) les havres de Blainville, de Regnéville (avec l'estuaire de la Sienne) et de la Vanlée ; ensuite la pointe est celle de Granville ; au loin, à l'extrême sud, on devine la baie du Mont-Saint-Michel.

La Côte des Havres est le nom d'une partie de la côte occidentale du Cotentin s'étendant du cap de Carteret au nord jusqu'au cap de Granville au sud.

## Présentation
Cette côte est constituée d'une succession de huit havres dont les caractéristiques sont les suivantes :
- une côte basse faite de plages de sable bordées d'un cordon dunaire peu important ;
- un fleuve côtier au débit suffisant pour maintenir un passage à travers la dune ;
- un courant côtier de direction constante qui assure la présence de flèches sableuses fermant partiellement l'entrée du havre.

À l'intérieur de ces havres se développent des vasières et des prés-salés.
Elle comprend  du nord au sud :
1. Le  havre de Carteret ;
2. Le havre de Portbail ;
3. Le havre de Surville ;
4. Le havre de Saint-Germain-sur-Ay (ou de Lessay) ;
5. Le havre de Geffosses ;
6. Le havre de Blainville ;
7. Le havre de Regnéville (également appelé la baie de Sienne) ;
8. Le havre de la Vanlée.

Le nord de la Côte des Havres prend le nom de Côte des Isles.
Le cordon dunaire est formé par le sable accumulé, charrié par la mer et les vents d'ouest dominants. Ce sable s'est formé de l'érosion de côtes rocheuses, de la fragmentation fine de coquilles d'animaux marins et des sédiments arrachés à l'intérieur des terres, transportés par les rivières et ramenés sur la côte. Ce sable dunaire présente de hautes teneurs en calcaire.
À l'arrière de la côte, sol et climat ont permis la culture maraîchère sur de vastes étendues.